# Werner Müller (Archäologe)
Werner Müller (* 14. Januar 1925 in Leipzig; † 2016) war ein deutscher Archäologe.

## Leben
Werner Müller studierte ab 1946 Klassische Archäologie, Vor- und Frühgeschichte und Kunstgeschichte an der Universität Leipzig und schloss 1950 als Dipl. phil. ab. Danach war er bis 1955 als wissenschaftlicher Hilfsarbeiter für das Projekt Corpus Vasorum Antiquorum Deutschland der Sächsischen Akademie der Wissenschaften in Leipzig tätig. 1955 bis 1962 war er wissenschaftlicher Mitarbeiter am Lehrstuhl für Kunstgeschichte der Hochschule für Architektur und Bauwesen in Weimar. Von Mai 1963 bis 1969 war er Leiter des Museums für Ur- und Frühgeschichte in Ostberlin. 1970 wurde er stellvertretender Chefredakteur des Allgemeinen Künstlerlexikons beim Verlag E. A. Seemann in Leipzig und blieb dies bis 1984. Für die ersten Bände des Lexikons schrieb er zahlreiche Beiträge zu antiken Künstlern, die später unkorrigiert im Künstlerlexikon der Antike wieder abgedruckt wurden. Danach war er als freier Autor tätig.
Ungewöhnlich für die DDR war, dass Müller sich in schon den 1960er Jahren mit der Luftbildarchäologie beschäftigte, die es damals dort aufgrund der allenthalben vorhandenen Furcht vor Spionage nicht gab.

## Veröffentlichungen
- Zu einer weißgrundigen attischen Lekythos in Halle. In: Archäologischer Anzeiger 1953, Sp. 71–79.
- Corpus Vasorum Antiquorum Deutschland Band 14. Leipzig, Archäologisches Institut der Karl-Marx-Universität. Band 1. Akademie-Verlag, Berlin 1959 (Digitalisat).
- Die aerofotografische Erforschung antiker Städteanlagen: zur historischen Topographie von Paestum. In: Wissenschaftliche Zeitschrift der Hochschule für Architektur und Bauwesen Weimar 7, 1959/60, S. 127–142.
- Aerofotographische Arbeitsunterlagen in der Burgen- und Pfalzforschung. In: Wissenschaftliche Zeitschrift der Hochschule für Architektur und Bauwesen Weimar 8, 1961, S. 263–283.
- Keramik des Altertums. Vasen aus der Friedrich-Schiller-Universität Jena, Sammlung antiker Kleinkunst. E. A. Seemann, Leipzig 1963.
- Der Pergamon-Altar. E. A. Seemann, Leipzig 1964; 3. verbesserte Auflage 1978.
- Ur- und frühgeschichtliche Metallkunst [Ausstellung; 26. März–30. Mai 1965]. Staatliche Museen, Museum für Ur- und Frühgeschichte, Berlin 1965.
- Über die Anwendung der archäologischen Aerofotografie in der Deutschen Demokratischen Republik. In: Forschungen und Fortschritte 39, 1965, S. 235–238.
- Troja. Wiederentdeckung der Jahrtausende. E. A. Seemann, Leipzig 1972.
- Architekten in der Welt der Antike. Koehler & Amelang, Leipzig 1989, ISBN 3-7338-0096-6.